# تسوگو موگامی
تسوگو موگامی (انگلیسی: Tsuguo Mogami; ۱۸ ژانویهٔ ۱۹۸۰ – ) صداپیشگی در ژاپن اهل ژاپن بود. وی از سال ۲۰۰۲ میلادی تاکنون مشغول فعالیت بوده‌است.